# Hardwired... to Self-Destruct
Hardwired... to Self-Destruct és el desè àlbum d'estudi de la banda estatunidenca de thrash metal Metallica. Fou publicat el 18 de novembre de 2016 com a doble àlbum mitjançant el seu propi segell Blackened Recordings. Els vuit anys que el separaven de l'anterior treball d'estudi van representar l'interval més llarg entre dos àlbums la seva trajectòria. La producció va anar a càrrec de Greg Fidelman, que ja havia treballat en l'enginyeria i mescles de Death Magnetic (2008). Per sisè àlbum d'estudi consecutiu va debutar al número 1 de la llista estatunidenca amb gairebé 300.000 unitats venudes en la primera setmana, i arreu del món van superar els tres milions de còpies.

## Producció
A final de 2011 van assenyalar que tornaven a l'estudi per començar a treballar en material nou amb Rick Rubin. El procés de composició es va anar allargant en el temps perquè van compondre moltes cançons. El març de 2014 van realitzar la gira «Metallica By Request» en la qual els seguidors podien decidir les cançons que havia d'interpretar la banda. Metallica hi va estrenar la versió inicial d'alguna de les noves cançons. Després de compondre una vintena de cançons, van estrenar un nou lloc web amb material fotogràfic que mostrava la banda treballant a l'estudi, i van avançar que el 2016 o en el pitjors de los casos a l'inici de 2017 estrenarien el nou àlbum. Greg Fidelman no va participar en el projecte fins a la part final del procés de producció però més encara a l'enginyeria i les mescles. Aquesta etapa es va allargar més setmanes de les previstes i fins al juny de 2016 no va es va enllestir la gravació, precisament amb la cançó «Hardwired» que va obrir l'àlbum.
Aquest fou el primer treball de Metallica en el qual Kirk Hammett no va contribuir com a compositor en cap cançó des que va entrar a formar part de la banda (1983). El 2014, Hammett va perdre el seu telèfon mòbil a l'aeroport de Copenhaguen, al qual tenia emmagatzemats 250 idees de riff. Com que no tenia cap còpia de seguretat d'aquestes dades, no va poder contribuir creativament en el nou treball. D'aquesta tasca se'n van encarregar exclusivament James Hetfield i Lars Ulrich a excepció de «ManUNkind», on Robert Trujillo va participar en la introducció.
El disseny artístic de l'àlbum fou creat pels fotògrafs Herring & Herring.

## Publicació
En un esdeveniment de Facebook en directe realitzat el 18 d'agost de 2016, Ulrich va indicar que l'àlbum es publicaria al novembre del mateix any i que contindria dotze cançons, en el cas de la versió en CD, dos discs amb la meitat de temes cadascun i una duració de gairebé vuitanta minuts. Van llançar el primer senzill («Hardwired») aquell mateix dia. Les persones que van reservar l'àlbum a través del lloc web oficial de Metallica en van rebre una descàrrega. Per a la versió deluxe van afegir un tercer disc on van incloure «Ronnie Rising Medley», que van enregistrar per l'àlbum de tribut a Ronnie James Dio, titulat Ronnie James Dio – This Is Your Life (2014), versions de «When a Blind Man Cries» de Deep Purple i «Remember Tomorrow» d'Iron Maiden, junt amb una versió en directe de «Hardwired».
El 26 de setembre van llançar el segon senzill «Moth into Flame» amb el corresponent videoclip, i el tercer («Atlas, Rise!») el 31 d'octubre. Ulrich va explicar que van filmar videoclips per a les dotze cançons de l'àlbum, tots el mateix dia, utilitzant YouTube com a plataforma de visualització. Els nou videoclips restants que no pertanyien als senzills van ser llançats el 16 de novembre de 2016.
La gira internacional per promocionar l'àlbum es titulà WorldWired Tour, començà el 26 d'octubre de 2016 a Puerto Rico i s'acabà l'11 de maig de 2018.

## Recepció
La crítica rebuda fou força positiva perquè recordava el passat de la banda tot i no sonar tan contundents. Es van destacar especialment els tres primers senzills com les millors cançons que han compost en les darreres dècades, pràcticament des dels anys 80. Malgrat ser el més destacat dels darrers discs, en general tampoc tenia la categoria musical per ser inclòs en els seus millors àlbums. També es va ressenyar que el clima que desprenia la música indicava que la banda tornava a gaudir component les cançons i que això podia servir tan per complaure els seguidors més antics com per atraure'n de nous més joves.
L'àlbum va debutar al número 1 de la llista estatunidenca d'àlbums després de gairebé vendre 300.000 unitats en la primera setmana, 282.000 físiques i 9.000 compreses entre compres 
de cançons i milions descàrregues. Fou el millor àlbum de heavy metal de l'any i el setè en general; que va superar el mig milió de còpies fins a final d'any. També va debutar al número 1 en molts altres països i reeixí estar al capdamunt de les llistes en un total de 57 països. En superar el milió d'unitats va ser certificat amb disc de platí als Estats Units a l'abril de 2017.

## Llista de cançons

### Disc 1
| Núm.          | Títol                 | Música                      | Durada |
| ------------- | --------------------- | --------------------------- | ------ |
| 1.            | «Hardwired»           | James Hetfield, Lars Ulrich | 3:09   |
| 2.            | «Atlas, Rise!»        | Hetfield, Ulrich            | 6:28   |
| 3.            | «Now That We're Dead» | Hetfield, Ulrich            | 6:59   |
| 4.            | «Moth into Flame»     | Hetfield, Ulrich            | 5:50   |
| 5.            | «Dream No More»       | Hetfield, Ulrich            | 6:29   |
| 6.            | «Halo on Fire»        | Hetfield, Ulrich            | 8:15   |
| Durada total: | Durada total:         | Durada total:               | 37:13  |

### Disc 2
| Núm.          | Títol                | Música                            | Durada |
| ------------- | -------------------- | --------------------------------- | ------ |
| 1.            | «Confusion»          | Hetfield, Ulrich                  | 6:41   |
| 2.            | «ManUNkind»          | Hetfield, Ulrich, Robert Trujillo | 6:55   |
| 3.            | «Here Comes Revenge» | Hetfield, Ulrich                  | 7:17   |
| 4.            | «Am I Savage?»       | Hetfield, Ulrich                  | 6:29   |
| 5.            | «Murder One»         | Hetfield, Ulrich                  | 5:45   |
| 6.            | «Spit Out the Bone»  | Hetfield, Ulrich                  | 7:09   |
| Durada total: | Durada total:        | Durada total:                     | 40:16  |

### Disc 3
| 1.            | «Lords of Summer» | Hetfield, Ulrich, Trujillo                                       | 7:10  |
| 2.            | «Ronnie Rising Medley ("A Light in the Black" / "Tarot Woman" / "Stargazer" / "Kill the King")» (medley de versions de Rainbow) | Ronnie James Dio, Ritchie Blackmore, Cozy Powell                 | 9:03  |
| 3.            | «When a Blind Man Cries» (versió de Deep Purple)                                                                                | Ritchie Blackmore, Ian Gillan, Roger Glover, Jon Lord, Ian Paice | 4:35  |
| 4.            | «Remember Tomorrow» (versió de Iron Maiden)                                                                                     | Steve Harris, Paul Di'Anno                                       | 5:50  |
| 5.            | «Helpless» (versió de Diamond Head (heavy metal), directe)                                                                      | Harris, Brian Tatler                                             | 3:08  |
| 6.            | «Hit the Lights» (directe) | Hetfield, Ulrich                                                 | 4:07  |
| 7.            | «The Four Horsemen» (directe)                                                                                                   | Hetfield, Ulrich, Dave Mustaine                                  | 5:19  |
| 8.            | «Ride the Lightning» (directe)                                                                                                  | Hetfield, Ulrich, Mustaine, Cliff Burton                         | 6:56  |
| 9.            | «Fade to Black» (directe) | Hetfield, Ulrich, Burton, Kirk Hammett                           | 7:24  |
| 10.           | «Jump in the Fire» (directe) | Hetfield, Ulrich, Mustaine                                       | 5:13  |
| 11.           | «For Whom the Bell Tolls» (directe)                                                                                             | Hetfield, Ulrich, Burton                                         | 4:32  |
| 12.           | «Creeping Death» (directe) | Hetfield, Ulrich, Burton, Hammett                                | 6:43  |
| 13.           | «Metal Militia» (directe) | Hetfield, Ulrich, Mustaine                                       | 6:07  |
| 14.           | «Hardwired» (directe) | Hetfield, Ulrich                                                 | 3:30  |
| Durada total: | Durada total: | Durada total:                                                    | 79:37 |

- La cançó 2 va ser enregistrada per l'àlbum de tribut Ronnie James Dio – This Is Your Life (2014) de Ronnie James Dio.
- Les cançons de 5 a 13 van ser enregistrades en directe al Rasputin Music de Berkeley (Califòrnia) el 16 d'abril de 2016 per al Record Store Day.
- La cançó 14 va ser enregistrada en directe al U.S. Bank Stadium de Minneapolis (Minnesota) el 20 d'agost de 2016.

## Posicions en llista
| Llista (2016) | Posició | Certificacions |
| ------------- | ------- | -------------- |
| Alemanya      | 1       | 3x Or          |
| Austràlia     | 1       | 1x Or          |
| Canadà        | 1       | 2x Platí       |
| Espanya       | 2       | 1x Or          |
| Estats Units  | 1       | 1x Platí       |
| França        | 1       | 1x Platí       |
| Itàlia        | 4       | 1x Or          |
| Japó          | 1       |                |
| Nova Zelanda  | 1       | 1x Or          |
| Portugal      | 1       |                |
| Regne Unit    | 2       | 1x Or          |

## Crèdits
Metallica
- James Hetfield – guitarra rítmica, cantant
- Kirk Hammett – guitarra principal
- Robert Trujillo – baix, veus addicionals ("Dream No More")
- Lars Ulrich – bateria

Producció
- Greg Fidelman – producció, mescles, enregistrament
- Mike Gillies, Sara Lyn Killion – enregistrament addicional
- Dan Monti, Jim Monti, Jason Gossman – edició digital
- Ken Matcke – ajudant d'enginyeria
- Dave Collins – masterització
- Turner Duckworth – disseny portada
- Herring & Herring – fotografia, direcció creativa